# Le Massacre de Fort Apache
Pour plus de détails, voir Fiche technique et Distribution.
Le Massacre de Fort Apache (Fort Apache) est un film américain réalisé par John Ford, sorti en 1948. Il s'agit du premier volet de la trilogie que le réalisateur consacre à la cavalerie américaine. Il précède La Charge héroïque (1949) et Rio Grande (1950), avec à chaque fois John Wayne dans la distribution.

## Synopsis
Il s'agit d'une fiction s'appuyant sur la bataille de Little Bighorn perdue par le général Custer contre les Sioux. Elle tend à dénoncer la corruption, la vanité et le racisme contre les indiens.
Le lieutenant-colonel Thursday prend le commandement de Fort Apache, poste reculé qu'il juge indigne de lui. Il espérait gloire et renommée. Peu expérimenté en guerres indiennes contrairement au capitaine Yorke qui négocie habilement avec Cochise son retour pacifique dans les terres de réserves indiennes, Thursday ne respecte pas la parole de paix donnée à Cochise. Lors d'une rencontre entre les opposants, le représentant du gouvernement, Silas Meacham, est accusé par Cochise de corrompre les tribus indiennes. Bien que convaincu de la vilenie de Meacham, pris en flagrant délit de trafic d'alcool et d'armes, Thursday s'emporte et déclare la guerre qui va causer sa perte, lui qui ne soupçonne pas le génie stratégique de son ennemi et le croit incapable d'élaborer une stratégie digne de ce nom. Il démet Yorke de son commandement et lui interdit de participer au combat avec les fourgons. Yorke assiste, depuis les hauteurs, avec le reste de ses hommes à la débâcle de Thursday et de son bataillon.
Pour sauver les apparences le concernant, Thursday est promu général à titre posthume. Yorke devient colonel et avec son nouveau régiment se lance à la poursuite de Geronimo.

## Fiche technique
Sauf indication contraire, les informations mentionnées dans cette section peuvent être confirmées par la base de données cinématographiques IMDb,  présente dans la section « Liens externes ».
- Titre original : Fort Apache
- Titre français : Le Massacre de Fort Apache
- Réalisation : John Ford
- Scénario : Frank S. Nugent suggéré par l'histoire Massacre de James Warner
- Direction artistique : James Basevi
- Costumes : D.R.O. Hatswell (prospecteur de costumes), Michael Meyers (garde-robe masculine), Ann Peck (garde-robe féminine)
- Maquillage : Emile LaVigne
- Photographie : Archie Stout. William H. Clothier (non crédité)
- Montage : Jack Murray
- Musique : Richard Hageman
- Producteur exécutif : Merian C. Cooper et John Ford
- Société de production : Argosy Pictures
- Sociétés de distribution : RKO Radio Pictures (États-Unis) ; RKO Radio Film (France)
- Budget : 2 500 000 USD
- Pays de production :  États-Unis
- Langue de tournage : anglais
- Format : noir et blanc – 1,37:1 – Son mono (Western Electric Recording) – 35 mm
- Genre : western
- Durée : 128 minutes
- Durée version colorisée en français : 108 minutes
- Date de sortie :
  - États-Unis : 27 mars 1948 (Phoenix)
  - France : 4 août 1948
- Affiches : Macario Gómez Quibus (Espagne), Boris Grinsson (France)

## Distribution
- John Wayne (VF : Raymond Loyer) : capitaine Kirby Yorke
- Henry Fonda (VF : Claude Péran) : lieutenant-colonel Owen Thursday
- Shirley Temple (VF : Gilberte Aubry) : Philadelphia Thursday
- Pedro Armendáriz (VF : Serge Lhorca) : sergent Beaufort
- Ward Bond (VF : Pierre Morin) : sergent-major Michael O'Rourke
- George O'Brien : capitaine Sam Collingwood
- Victor McLaglen (VF : Marcel Raine) : sergent Festus Mulcahy
- John Agar (VF : Ivan Desny) : lieutenant Michael O'Rourke
- Anna Lee : Mme Emily Collingwood
- Irene Rich : Mme Mary O’Rourke
- Dick Foran : sergent Quincannon
- Guy Kibbee : Dr Wilkens
- Grant Withers : Silas Meacham
- Jack Pennick : sergent Daniel Schattuck
- Ray Hyke : adjudant-major Gates
- Movita : Guadalupe (la cuisinière de la famille Thursday)
- Miguel Inclán : Cochise
- Mary Gordon (VF : Henriette Marion) : Ma (barmaid)
- Philip Kieffer : un cavalier
- Mae Marsh : Mme Gates
- Hank Worden : recrue sudiste

## Autour du film
Le tournage se déroule de fin juin au 2 octobre 1947.
Le coût de production s’éleve à 2 500 000 dollars et les recettes américaines atteignent 4 900 000 dollars.
Le Massacre de Fort Apache, dont le titre de tournage est War Party, est le deuxième film de Ford pour sa propre compagnie, Argosy Pictures Corp et le premier avec Frank S. Nugent au scénario.
Le fort construit pour le film à Simi Valley a servi pour de nombreuses autres productions. Il est toujours en place et il est possible de le visiter.
Fort Apache inaugure le « cycle de la cavalerie », poursuivi avec La Charge héroïque et Rio Grande. Les trois films sont interprétés par John Wayne.
Avec ce film, l'image des indiens dans le cinéma de Ford change : ce ne sont plus simplement des ennemis irréductibles mais des hommes dignes et valeureux victimes de trahison, tant par les indiens acquis à la cause blanche que par des officiers arrogants, carriéristes et racistes. En ce sens il annonce La Flèche brisée et La Porte du diable.
Le massacre final peut être rapproché de celui de La Charge fantastique et la déclaration finale du capitaine York annonce L'Homme qui tua Liberty Valance[Interprétation personnelle ?].
À propos de la fin du film, Ford s'explique avec Peter Bogdanovich :

« Peter Bogdanovich : Dans Fort Apache, pensez-vous que les hommes avaient raison d'obéir à Fonda, même s'il était évident qu'il avait tort et qu'ils seraient tués à cause de cette erreur ?

 — John Ford : Oui. Il était leur colonel et ce qu'il disait suffisait.

 — P.B. : La fin de Fort  Apache devance ce que dit le journaliste dans L'Homme qui tua Liberty Valance : « Lorsque les légendes deviennent la réalité, on imprime les légendes. » Êtes-vous d'accord avec cela ?

 — J.F. : Oui, parce que je pense que c'est bon pour le pays. Nous avons beaucoup de personnes qui sont supposées avoir été de grands héros et nous savons sacrément bien qu'elles ne l'ont pas été. Mais c'est bon pour le pays d'avoir des héros à admirer. Prenons Custer, un grand héros. En réalité il ne l'était pas. Ce n'était pas un homme stupide mais ce jour-là il s'est comporté stupidement. Ou Pat Garrett qui est un grand héros de l'Ouest. Il ne l'était pas non plus - il est censé avoir tué Billy the Kid, mais en réalité c'est un de ses hommes qui l'a fait. D'un autre côté, bien évidemment, les légendes ont toujours une base. »

L'un des épisodes des Têtes Brûlées s’intitule Le Massacre de Fort Apache en référence au film.

## Récompenses
- Au Festival international du film de Locarno :
  - Meilleure photo noir et blanc ;
  - Meilleur réalisateur.
- WGA Award :
  - Meilleur scénario de western.